# Cambalida
Cambalida is een geslacht van spinnen uit de familie van de loopspinnen (Corinnidae).

## Soorten
- Cambalida coriacea Simon, 1910
- Cambalida deminuta (Simon, 1910)
- Cambalida fulvipes Simon, 1910
- Cambalida griswoldi Haddad, 2012
- Cambalida insulana Simon, 1910
- Cambalida lineata Haddad, 2012
- Cambalida loricifera (Simon, 1886)